# Herbert Murauer
Herbert Barz-Murauer (* in Wels, Oberösterreich) ist ein österreichischer Bühnen- und Kostümbildner.

## Leben

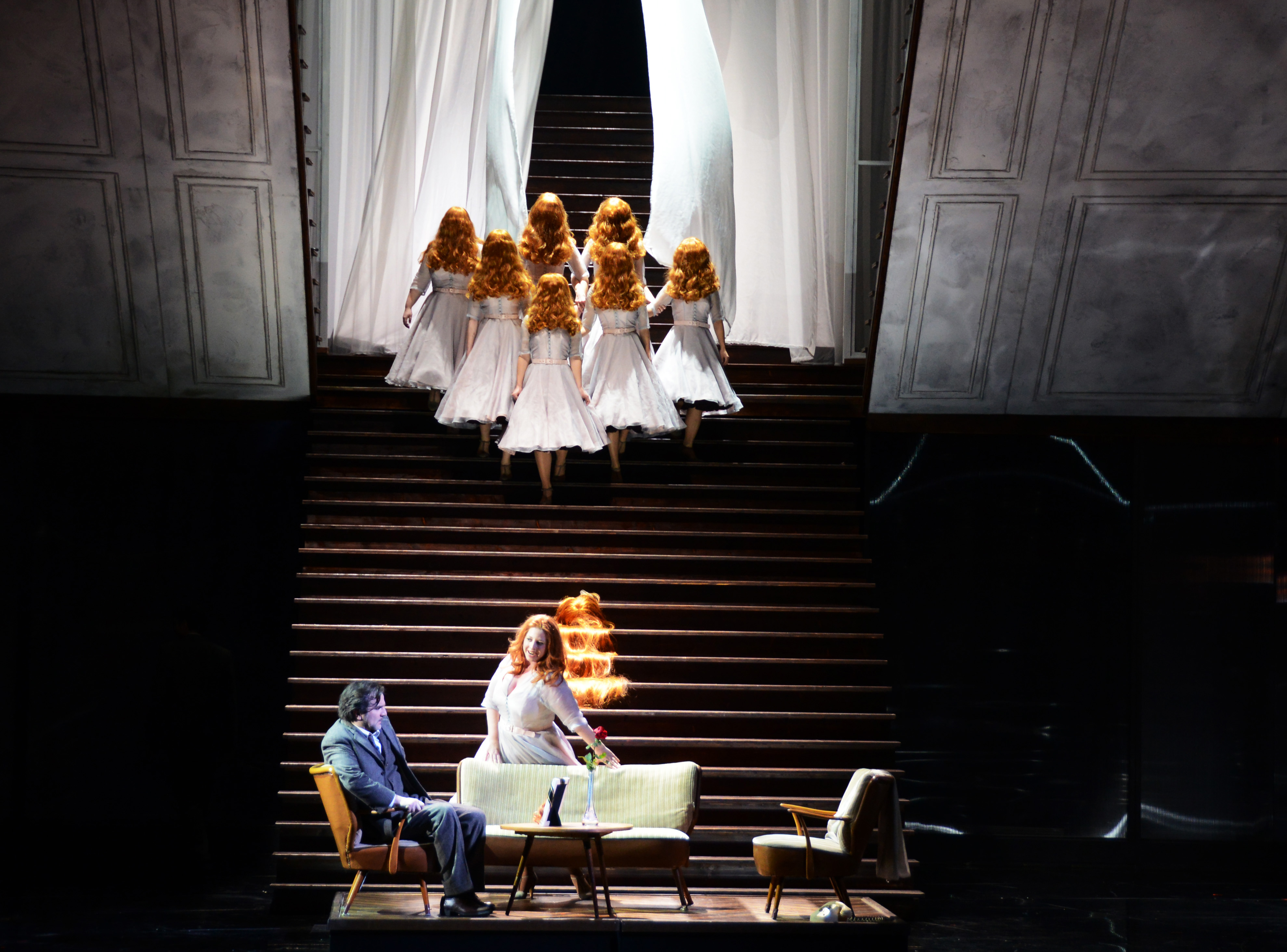
Die tote Stadt, Regie: Johannes Erath, Ausstattung: Herbert Murauer, Oper Graz 2015

Herbert Murauer studierte an der Hochschule für Musik und darstellende Kunst Mozarteum in Salzburg. Er war u. a. Ausstattungsleiter am Staatstheater Stuttgart. Seit 1996 ist er freischaffend tätig. 
Murauer wirkte an folgenden Theatern: Münchner Kammerspiele, Staatsoper Hamburg, Royal Opera House Covent Garden London, Deutsche Oper am Rhein Düsseldorf, Oper Frankfurt, Opéra National du Rhin Straßburg, Teatro Real de Madrid, Det Kongelige Teater Kopenhagen, Bayerische Staatsoper München.
Zu den Regisseuren, mit denen Murauer in den letzten Jahren zusammenarbeitete, gehören Arnaud Bernard, Johannes Erath, Roland Geyer, Kirsten Harms, Philipp Harnoncourt, Yannis Houvardas, Tina Lanik, Elisabeth Linton, Christof Loy, Elijah Moshinsky, Kerstin Maria Pöhler und Tobias Theorell.

## Werke (Auswahl)

### Bühnenbild
- 2019: Carmen, von Georges Bizet, Nationaltheater Mannheim[2]